# Fiambalá
Fiambalá es una localidad del Departamento Tinogasta en el oeste de la provincia argentina de Catamarca, y es la última ciudad que alberga la RN 60 antes de adentrarse camino a la República de Chile.
Fiambalá se originó a finales del siglo XVII, donde fue fundada oficialmente en 1701. Dentro de la población, es interesante visitar la iglesia del patrono San Pedro Apóstol, edificio que data de 1770, declarado monumento histórico.
Hacia el Oeste se halla también la sierra de Narváez, cuyo ámbito ha sido propuesto para la creación de un parque nacional.

## Geografía

### Ubicación
Se ubica a aproximadamente 1.600 m s. n. m. en el comienzo del Altiplano andino, hacen que el clima sea fresco y agradable en las estaciones más cálidas. Se encuentra a unos 1460 km de la ciudad de Buenos Aires, a 322 km de San Fernando del Valle de Catamarca, a 300 km de La Rioja, y a 55 km de Tinogasta. En todos los casos, se accede a través de la Ruta Nacional 60. Esta última ruta lleva al Paso de San Francisco límite con Chile.
Está rodeada por los ríos Abaucán y La Troya.

## Toponimia
Fue fundada en 1702 por el español Diego Carrizo de Frites.
El topónimo Fiambalá proviene de la voz cacana fiambalao (fiambal = viento; ao = casa, lugar, pueblo), que significa "casa del viento".

## Población
Cuenta con 4,639 habitantes (Indec, 2010), lo que representa un incremento del 2,3% frente a los 4,585 habitantes (Indec, 2001) del censo anterior. Forma una aglomeración urbana junto con las localidades de La Ramadita y Pampa Blanca.
| Gráfica de evolución demográfica de Fiambalá entre 1991 y 2010 |
|                                                                |
| Fuente: Censos nacionales del INDEC                            |

## Turismo
La ciudad se hizo muy conocida a partir del año 2009 ya que fue sede del Rally Dakar, al igual que en el año 2010, 2011, 2012 y 2016.
Los más elevados volcanes de la Tierra, apodados Seismiles (por su altitud que supera a los 6000 m s. n. m.), son próximos y rodean al célebre Paso de San Francisco, que se encuentra a 200 kilómetros al noroeste. Otros importantes atractivos son las Termas de Fiambalá y las enormes Dunas de Fiambalá (hechas mundialmente célebres por el Rally Dakar desde que el mismo tiene como núcleo a la Argentina), así por estos son sus principales atractivos Fiambalá y sus regiones argentinas aledañas desde el siglo XXI reciben un gran porcentaje de turismo internacional durante todo el año, con mayor frecuencia en la época estival debido a las bajas temperaturas del invierno.
El corredor Internacional de San Francisco insertado en plena Cordillera de los Andes a una altitud de 4000 m s. n. m., con excelentes visuales y una naturaleza virgen donde la flora y fauna conviven en este medio natural, representa una vía singular de integración e intercambio económico, turístico y cultural con el Pacífico. Las estrechas gargantas rocosas por una multitud de cerros y volcanes que superan los 6000 m s. n. m. de altura, convierten a esta zona en la segunda más alta del mundo después del Cordón del Himalaya y una de las más propensas al Andinismo y expediciones 4x4.
Las menos conocidas Termas de Las Grutas, ubicadas a la vera de la RN 60, distintas a las que se asientan sobre la sierra de Fiambalá, también son una variante del turismo de Salud con una construcción edilicia acorde a las características ecológicas que representa esta zona cordillerana, con nave parabólica que alberga dos piletones de cuatro metros cúbicos con agua termal, solárium de esparcimiento y contemplación.
La ciudad de Fiambalá conserva una modesta fisonomía edilicia caracterizada por sus paredes de adobe, la iglesia de San Pedro construida en 1770 y declarada Monumento Histórico Nacional en 1941 pone fin al Corredor Turístico Ruta del Adobe un circuito que atestigua el paso del colonialismo por esta alejada zona del país y que deviene en una herencia cultural que se mantiene hace más de 237 años.
Fiambalá integra la Ruta del Vino, no sólo porque la vitivinicultura es su principal fuente económica sino también porque los sabores del Vino que se contagian con los paisajes cautivantes de su geografía hacen gala de sus virtudes en la plana mayor de los vinos finos y artesanales argentinos. Los principales varietales instalados son el Bonarda, Cabernet, Chenin, Riesling, Syrah y Torrontés. Las bodegas instaladas en la ciudad, proponen a los turistas llamativas actividades en la época de cosecha, con recorridos nocturnos por los viñedos a la luz de la luna, que mencionan un costado relacionado con la bioenergía y la producción de vinos ecológicos especiales.
El Balcón del Monte Pissis, a 150 km de Fiambalá donde resalta la laguna celeste.

## Imágenes

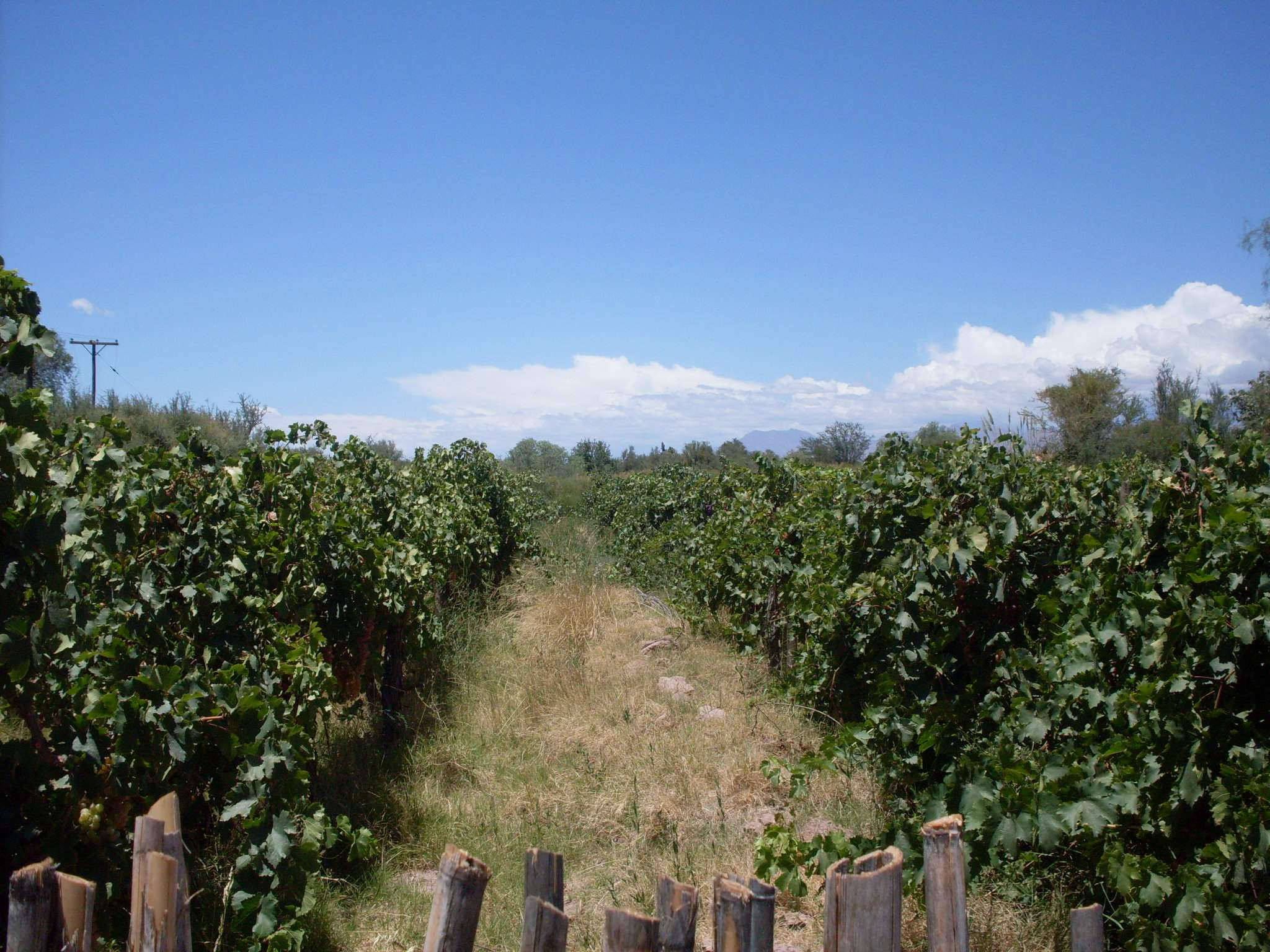
Viñedos de Fiambalá
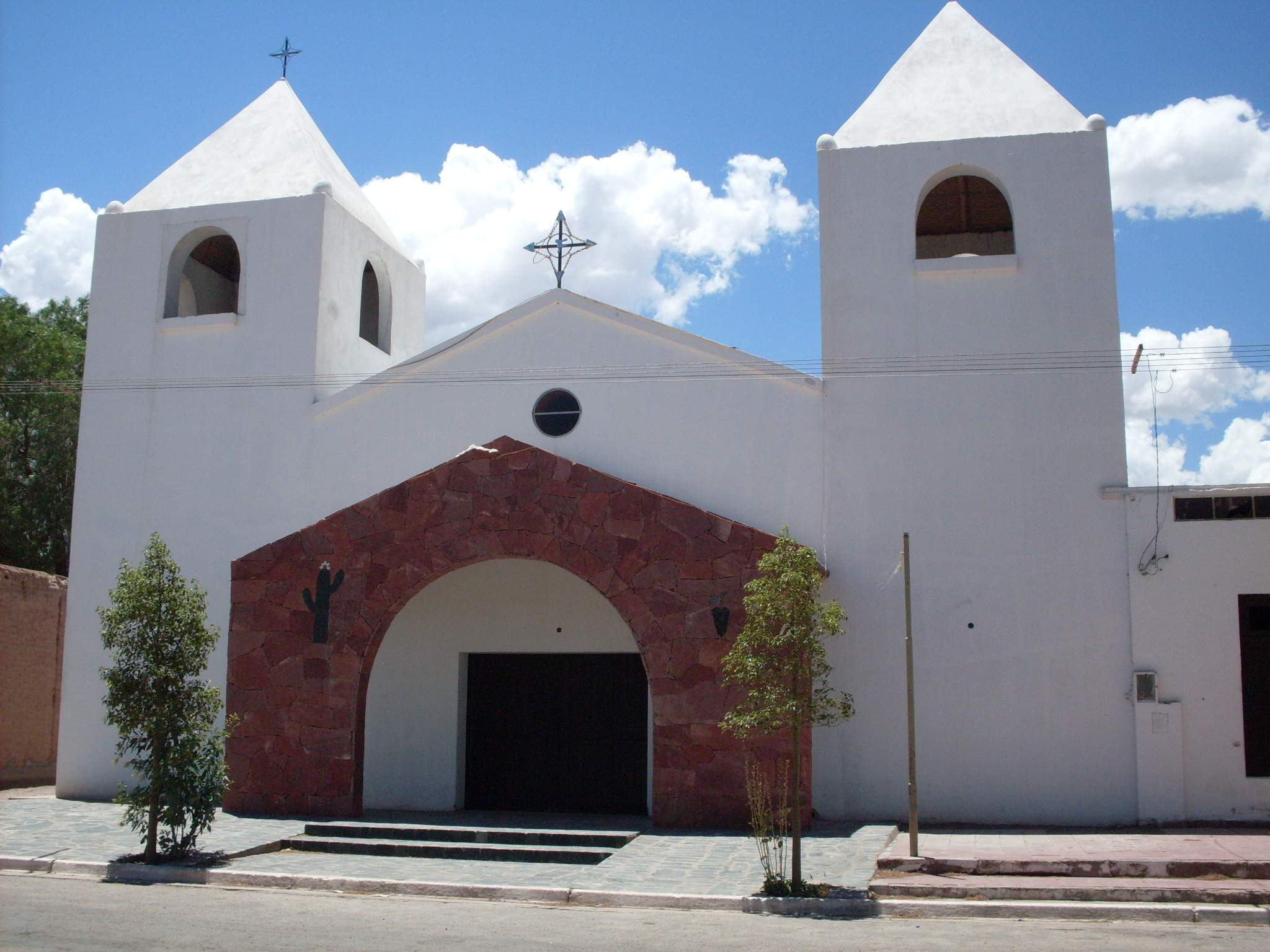
Iglesia
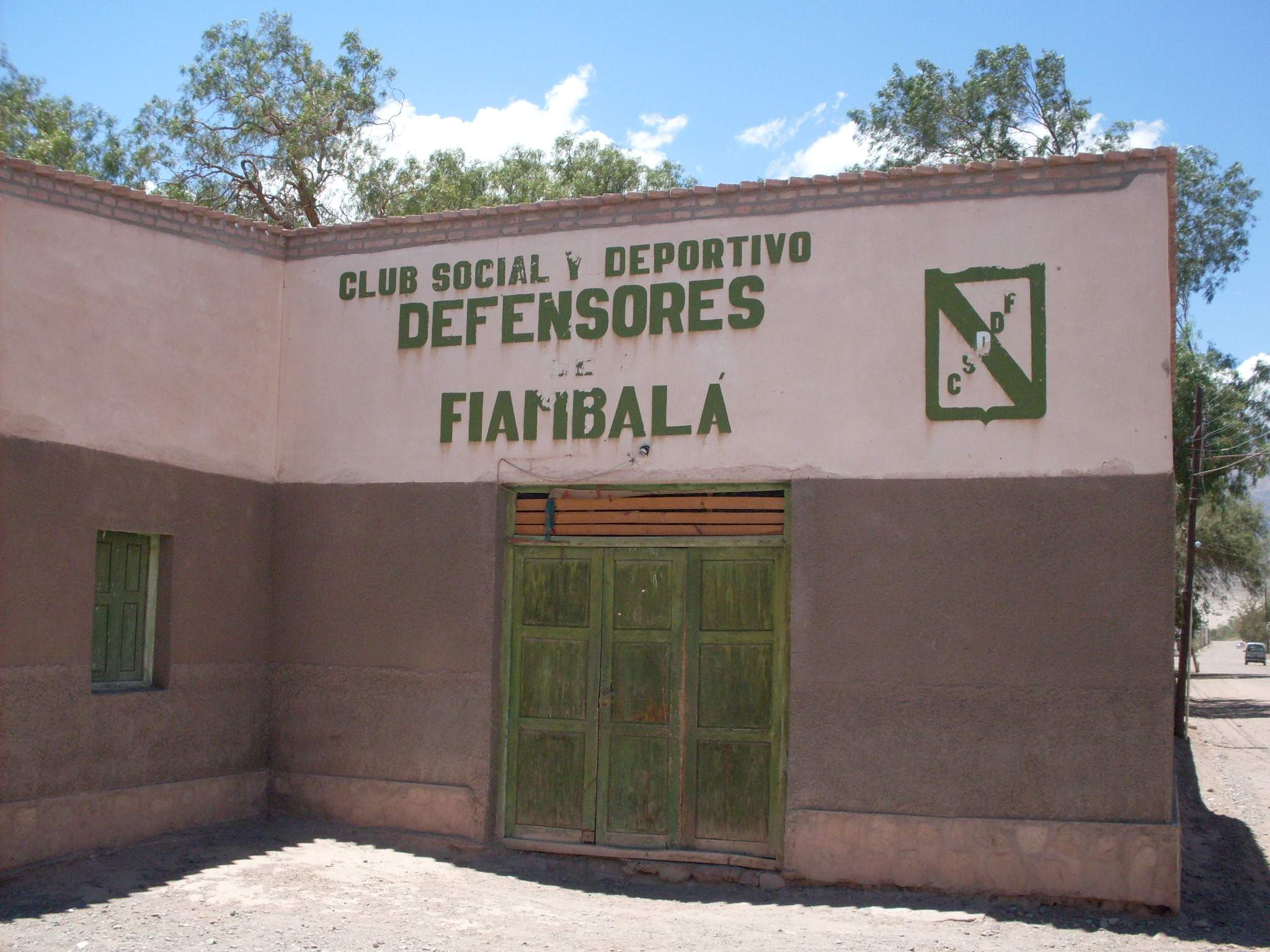
Club Social y Deportivo Defensores de Fiambalá

## Parroquias de la Iglesia católica en Fiambalá
| Diócesis  | Catamarca                |
| --------- | ------------------------ |
| Santuario | Nuestra Señora de Fátima |
| Iglesia   | San Pedro                |